# ピエール・シャンピオン
ピエール・シャンピオン（Pierre Champion , 1880年2月27日 - 1942年6月29日）は、フランスの中世史家・文献学者。父のオノレは有名な出版業者で書店主。弟エドゥアールは2代目の書店主である。

## 伝記
パリ生まれのパリ育ち（マラケ河岸）。名門アンリ4世校に学び、古文書学院に進む。1904年に処女作『パリ印刷業の最古の業績（1470-72）』を父の書店から出版する。作家アナトール・フランスとは父の代からの知り合いで、フランスの『ジャンヌ・ダルクの生涯』に協力したこともある。
20代から30代前半にかけてフランス15世紀の文学、特にシャルル・ドルレアンとフランソワ・ラブレーについて文献学の著作を発表し、1913年に『ヴィヨンの時代』でゴベール賞を受賞した。第一次世界大戦中は歩兵部隊に配属され、1916年まで従軍し、その後モロッコで軍功を受ける。戦後はパリ近郊のノジャン＝シュル＝セーヌに住み、女流画家と結婚し、ノジャンの町長も務めた。行政官としては1935年から県会の「道路交通委員」としてパリ地区の輸送問題に取り組んだ。
日本のフランス文学者のうち、辰野隆・鈴木信太郎・渡辺一夫によってその業績は1910年代から紹介されている。

## 著作
- La librairie de Charles d'Orléans, 2 Bde., Paris 1910, Genf 1975
- La vie de Charles d'Orléans 1394-1465, Paris 1911, 1969, 2010
- François Villon. Sa vie et son temps, 2 Bde., Paris 1913, 1933, Genf 1984, Paris 1985
  - 佐藤輝夫 訳『フランソア・ヴィヨン 生涯とその時代』（筑摩書房 上・下、1970‐71年）
- Histoire poétique du XVe siècle, 2 Bde., Paris 1923, 1928; Paris 1966
- Ronsard et son temps, Paris 1927, 1967
- Marcel Schwob et son temps, Paris 1927
- La vie de Paris au moyen âge, Paris 1933
- Mon vieux quartier, Paris 1932
  - 有田英也 訳『わが懐かしき街』（図書出版社、1992年）
- Catalogue de la bibliothèque de Marcel Schwob, précédé de Marcel Schwob parmi ses livres, Paris 1993

## 編著
- Le manuscrit autographe des poésies de Charles d'Orléans, Paris 1907, Genf/Paris 1975
- Charles d’Orléans, Poésies, 2 Bde., Paris 1924–1927; 1971, 2010
- Les oeuvres complètes de Marcel Schwob (1867-1905), 10 Bde., Paris 1927–1930; 5 Bde.,Genf 1985
- Les cent nouvelles nouvelles, 3 Bde., Paris 1928, Genf 1977
- Le Roman de Tristan et d'Iseult, Paris 1928, 1938, Monaco 1943, Brüssel 1947,1965, Paris 1958, 1967, 1979